# Crinodes fuscipennis
Crinodes fuscipennis är en fjärilsart som beskrevs av Rothschild 1917. Crinodes fuscipennis ingår i släktet Crinodes och familjen tandspinnare. Inga underarter finns listade i Catalogue of Life.